# Reithrodontomys spectabilis
Reithrodontomys spectabilis là một loài động vật có vú trong họ Cricetidae, bộ Gặm nhấm. Loài này được Jones & Lawlor mô tả năm 1965.